# Bonanat Zahortiga

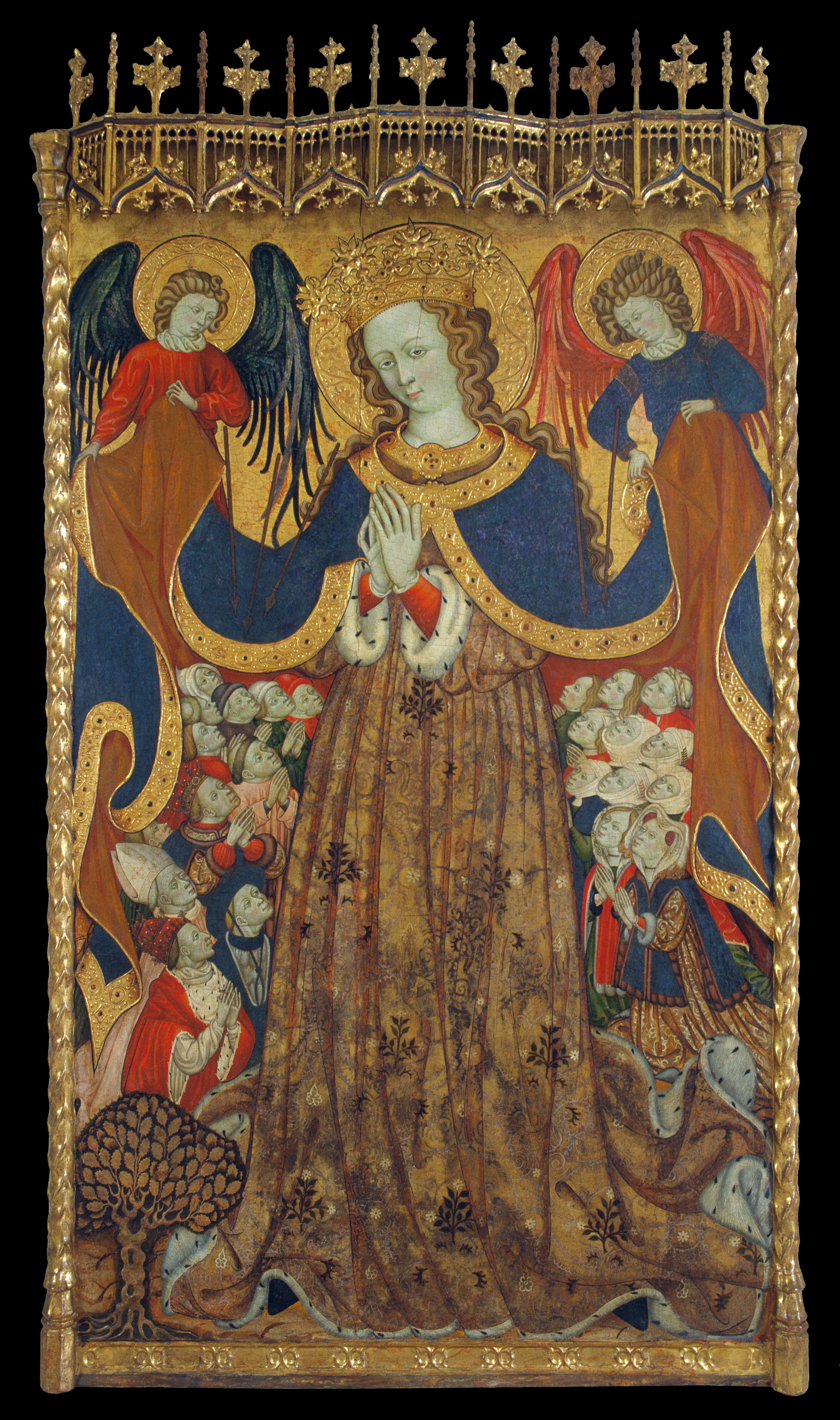
Virgen de la Misericordia, temple y relieve de estuco dorado con pan de oro sobre tabla, 223 x 126,8 x 18 cm, Barcelona, Museu Nacional d'Art de Catalunya.

Bonanat Zaortiga fue un pintor de estilo gótico internacional documentado en Zaragoza en la primera mitad del siglo XV.
De familia judeoconversa, descendiente de Azach Aviavit, judío de Zaragoza de profesión baratero que en tiempos de la predicación de Vicente Ferrer se hizo cristiano y trocó el apellido por Ortiga, es mencionado por primera vez en un documento fechado en 1403 ya como maestro pintor establecido al frente de su propio taller y contratando a un oficial para seis meses.  El punto inicial para relacionar su nombre y estilo viene dado por la firma incompleta (...at me pinto, que se interpretan como las dos últimas letras del nombre Bonanat) en el retablo de los Villaespesa de la capilla del Desposorio de la Catedral de Santa María de Tudela, donado en 1412 por mosén Francisco Villaespesa, canciller de Navarra con Carlos el Noble, dedicado a la Virgen de la Esperanza, san Francisco de Asís y san Gil Abad, con el retrato de los donantes a los pies de la Virgen. El estilo de esas tablas es en todo conforme con el del retablo de San Agustín de la Seo de Zaragoza, fechado en 1420, del que solo se conserva la tabla central con la imagen del titular, y con el primitivo retablo de la iglesia de Santa María de Ejea de los Caballeros, contratado en 1423, obra muy maltratada por antiguos repintes y desmantelado.
Su estilo equilibrado entre el realismo y la imaginación, valiéndose de una composición clara y colores neutros, alguna vez arcaica en los detalles, se aprecia también en otras obras que se han puesto en relación con él o con su círculo, entre ellas las tres conservadas en Barcelona, en el Museu Nacional d'Art de Catalunya: Virgen de la Misericordia, panel central de un retablo procedente de la ermita de la Virgen de la Carrasca de Blancas (Teruel), y las dos tablas gemelas con San Vicente y San Lorenzo procedentes de la catedral de Huesca.
Las últimas noticiases documental a él relativa —tributo por las rentas que le produce un campo del que es propietario y tenía arrendado a la orilla izquierda del río Gállego y arresto domiciliario junto con su hijo Nicolás—, son de 1445 y 1446. Tenía dos hijos también pintores, Nicolás y Martín, que trabajaron juntos al menos durante algún periodo de su actividad.